# Paolo Ghiglione
Paolo Ghiglione est un footballeur italien né le 2 février 1997 à Voghera. Il évolue au poste d'arrière droit au sein du Calcio Padoue.

## Biographie
Ghiglione débute en pro au sein de la SPAL, remportant cette saison la Serie B, ce qui n'était pas arrivé au club depuis 49 ans.

## Palmarès
- Finaliste du championnat d'Europe des moins de 19 ans 2016 avec l'équipe d'Italie.